# 伊氏深海鰩
伊氏深海鰩（學名：Bathyraja eatonii），為軟骨魚綱鰩目單鰭鰩科深海鰩屬的一種，分布於南冰洋凱爾蓋朗海底高原、南奧克尼群島和南設得蘭群島周圍、威德爾海東北部和岡內魯斯海脊海域，體長可達100公分，棲息在深海沙泥底質海域，為底棲性魚類，卵生，雌魚會產下帶有角的卵囊，屬肉食性，生活習性不明。